# رود کورک
رود کورک یا کورک‌چای (به ترکی آذربایجانی: Kürəkçay) یکی از ریزابه‌های رودخانه کورا واقع در بخش شمال‌غربی جمهوری آذربایجان است. 
در ۱۴ مه ۱۸۰۵ میلادی، در ساحل رودخانه (نه چندان دور از شهر گنجه)، پیمان کورک‌چای منعقد شد که خانات قره‌باغ به امپراتوری روسیه واگذار شد.